# Fuerzas de Abu al-Fadl al-Abbas
Fuerzas de Abu al-Fadl al-Abbas (en árabe: قوات أبو الفضل العباس‎, Quwwat 'Ābū al-Faḍl al-'Abbās ), oficialmente llamado Qaeda Quwwat Abu Fadl al-Abbas (QQAFA), es una milicia chiita que opera en Irak, formada tras los avances de ISIS en junio de 2014. La fuerza está afiliada a Sheikh Aws al-Khafaji, quien anteriormente alineado con Muqtada al-Sadr. El grupo afirma colaborar con el grupo tener afinidad con el grupo Liwa Abu al-Fadhal al-Abbas, de nombre similar, que lucha en la Guerra Civil Siria a favor del gobierno sirio. QQAFA parece tener vínculos profundos con Kataib al-Iman Ali.

## Historia
En febrero de 2019, las Fuerzas de Movilización Popular (PMF) allanaron una base perteneciente al grupo. Durante la redada, el líder de QQAFA, Aws al-Khafaji, fue arrestado por las fuerzas iraquíes. Las Fuerzas de Movilización Popular afirmaron que la redada era parte de una operación en curso para desarticular grupos que afirmar ser del PMF para cometer delitos. El grupo tampoco se declaró formalmente como parte del PMF ni se registró como parte de PMF con el gobierno iraquí.
El líder del grupo, Aws al-Khafaji, también ha expresado diferencias ideológicas con Irán y ha criticado la influencia iraní en Irak y, aunque tiene una pelea con Muqtada al-Sadr, todavía se adhiere a la ideología sadrista. Khafaji también expresó su apoyo a las protestas en Irak a mediados de 2018 por las políticas iraníes y turcas que causaron una alta salinidad en el agua iraquí.
Durante las protestas contra las políticas iraníes y su influencia en Irak, otro comandante del grupo escribió: "Todo noble iraquí debe boicotear a Irán y Turquía en los negocios, el turismo y la política. Este es el destino de un país y el Mensajero de Dios (SAWS) dijo: un no árabe no ha mostrado compasión por un árabe en absoluto por el Señor de la Ka'aba". Antes del arresto del líder general del grupo, Khafaji, hizo declaraciones en los medios criticando a Irán, los partidarios del grupo han afirmado que su oposición y críticas a Irán son las verdaderas razones del arresto de Khafaji. Otros miembros del grupo han condenado a Irán en las redes sociales citando que no son parte del PMF ya que contiene varias facciones leales a Irán. La rama del grupo en Siria y otras milicias aliadas compuestas por iraquíes emitieron un comunicado condenando el arresto de Khafaji.